# 太平寺站
太平寺站是成都地铁9号线运营中的一座车站，于2020年12月18日随9号线一期开通而启用。

## 车站结构
本站为地下二层岛式车站。

### 车站楼层
| 地面                             | 0    | 出口A/B |
| 地下一层                         | 站厅 | 自助购票 客服中心 哺乳室                                                                                           |
| 地下二层                         | 站台 | \| \| \| 9号线往黄田坝（华兴） \| \| 島式 · 開左邊车门 · 无障碍卫生间 \| \| \| \| \| \| 9号线往金融城东（三元） \| |
|                                  |      | 9号线往黄田坝（华兴）                                                                                              |
| 島式 · 開左邊车门 · 无障碍卫生间 |      | |
|                                  |      | 9号线往金融城东（三元）                                                                                            |

## 出入口
本站目前开放2个出入口。
|          |            |                |      |
| 编号     | 设施       | 指示           | 照片 |
|          | 无障碍电梯 | 机场专用路     |      |
| 出口 · B |            | 武侯大道三河段 |      |

## 历史
- 2018年11月23日，本站至三元站区间的盾构穿越成贵客专施工正式开始[3]。
- 2018年12月14日，本站至三元站区间双线盾构成功下穿成贵客专机场路隧道[3]。